# Operacja Appearance
Operacja Appearance – kryptonim alianckiej operacji wojskowej mającej na celu odzyskanie Somali Brytyjskiego z rąk Włochów, przeprowadzonej w dniach 16 marca – 8 kwietnia 1941 roku.
Siedem miesięcy wcześniej, w sierpniu 1940 roku, Włosi podbili Somali Brytyjskie. Brytyjczycy wycofali się z protektoratu po ok. dwóch tygodniach walk i działań opóźniających. Ewakuacja wojsk brytyjskich z Somalii odbyła się tuż po katastrofalnym zakończeniu kampanii francuskiej i wypowiedzeniu wojny Wielkiej Brytanii przez Włochy 10 czerwca 1940 roku. Wydarzenie to miało swoje reperkusje na najwyższych szczeblach dowodzenia wojsk brytyjskich i Wspólnoty Narodów oraz skutkowało utratą zaufania do gen. Archibalda Wavella, stojącego na czele brytyjskiego Dowództwa Bliskiego Wschodu przez premiera Winstona Churchilla, którego kulminacją było zwolnienie Wavella 20 czerwca 1941 roku, nawet pomimo odzyskania przez niego kolonii.
Siły Wielkiej Brytanii, Indii Brytyjskich, Australii i Związku Południowej Afryki szkoliły się w Adenie do przyszłej akcji, mającej na celu odbicie Somali Brytyjskiego. Flota Dalekiego Wschodu dostarczyła Force D, grupę bojową składającą się z dwóch krążowników, dwóch niszczycieli, transportowców dla żołnierzy i innych okrętów. Aby oszukać główne dowództwo włoskie w Etiopii co do brytyjskich zamiarów w Afryce Wschodniej, uruchomiono dezinformacyjną operację Camilla, w ramach której próbowano przekonać Włochów, że atak na Somali Brytyjskie nadejdzie z Sudanu, a ofensywa z Kenii na Somali Włoskie i Etiopię będzie jedynie operacją pozorowaną.
Force D i Aden Striking Force przeprowadziły lądowanie na plaży w Berberze 16 marca 1941 roku, zajmując port do godz. 10:00. Włoski garnizon szybko wycofał się do Etiopii, a żołnierze oddziałów kolonialnych masowo dezerterowali. W ciągu kilku dni port w Berberze został przystosowany do przyjmowania transportów wojska i zaopatrzenia dla operacji w okupowanej przez Włochów Etiopii, zmniejszając długość linii zaopatrzeniowych o 805 km. Na protektorat narzucono ponownie brytyjską administrację wojskową, przywrócono lokalną policję i Somalijski Korpus Wielbłądzi, rozbrajano ludność cywilną oraz ożywiono gospodarkę.

## Tło sytuacyjne

### Sytuacja strategiczna, 1940
10 czerwca 1940 roku, kiedy Włochy wypowiedziały wojnę Wielkiej Brytanii i Francji, siły włoskie dowodzone przez wicekróla i gubernatora generalnego Włoskiej Afryki Wschodniej, księcia Amedeo d’Aosta, stały się zagrożeniem dla brytyjskich i francuskich kolonii w Afryce Wschodniej. Siły włoskie w Erytrei zagroziły brytyjskim szlakom morskim wzdłuż wybrzeża Afryki Wschodniej przez Morze Czerwone i Kanał Sueski, a Sudan, Somali Francuskie (dzisiejsze Dżibuti), Somali Brytyjskie i Kenia były narażone na ataki od strony lądu wyprowadzone z terytorium Włoskiej Afryki Wschodniej. Upadek Francji i zawieszenie broni z 22 czerwca 1940 roku drastycznie osłabiły strategiczną pozycję Wielkiej Brytanii w całym regionie. Praktycznie zamknięcie Morza Śródziemnego dla brytyjskiego ruchu morskiego oznaczało konieczność przepłynięcia 21 000 km dookoła Afryki, aby zaopatrywać siły brytyjskie na Bliskim Wschodzie. W przededniu wypowiedzenia wojny przez Włochy siły włoskie w Afryce Wschodniej liczyły 91 203 etnicznych Włochów oraz 199 973 żołnierzy wojsk kolonialnych: Erytrejczyków, Etiopczyków i Somalijczyków. W lipcu Brytyjczycy mieli tylko 47 000 ludzi w Kenii, Sudanie i Somalii.

### Włoska inwazja
3 sierpnia 1940 roku brytyjski samolot rozpoznawczy odkrył, że około 400 włoskich żołnierzy przekroczyło granicę etiopsko-somalijską w Biyadzie, niedaleko Boramy. Włoskie siły inwazyjne poruszały się w trzech daleko od siebie oddalonych kolumnach, koordynowanych przez samoloty łącznikowe. Główna (środkowa) kolumna włoska wyszła z regionu Harar we włoskiej Etiopii, przekroczyła granicę na południe od Boramy i 5 sierpnia dotarła do Hergejsy, stolicy Somali Brytyjskiego. Somalijski Korpus Wielbłądzi w służbie brytyjskiej opóźniał Włochów, gdy ci posuwali się naprzód, a środkowa kolumna zaatakowała Hargejsę siłami piechoty i czołgów lekkich, wspieranymi przez artylerię oraz siły powietrzne. Kompania piechoty Pułku Północnorodezyjskiego blokująca drogę wycofała się po zniszczeniu trzech włoskich czołgów, podczas gdy główne siły brytyjskie powoli opuszczały miasto. Tego samego dnia północna kolumna inwazyjna zdobyła port Zeila, niedaleko granicy z Somali Francuskim, a następnie powoli pokonała 240 km wzdłuż wybrzeża aż do Berbery, głównego portu Somali Brytyjskiego, zdobywając Bulhar, około 80 km od Berbery, 17 sierpnia.
Główne siły włoskie przedostały się do centrum kolonii z Hargejsy wzdłuż drogi do Berbery, tylko nieznacznie opóźnione przez zniszczone drogi oraz improwizowane miny lądowe. Wojska brytyjskie na wysuniętych pozycjach zostały wycofane 10 sierpnia, a na przełęczy Tug Argan broniły się od 11 do 15 sierpnia. Włosi osiągnęli przewagę w powietrzu już na początku operacji, do 6 sierpnia, lecz obrońcy utrzymywali pozycje na przesmyku przez 72 godziny, dopóki nie zabrakło im amunicji. Przewaga włoskiej artylerii doprowadziła do stopniowego przejmowania pozycji alianckich. Zanim północna kolumna włoska dotarła do Bulharu, obrona przełęczy Tug Argan zaczęła się załamywać. Gen. por. Alfred Reade Godwin-Austen został oddelegowany do dowodzenia siłami w Somali Brytyjskim, lecz 14 sierpnia uznał, że pozycje na Tug Argan są nie do utrzymania i dostał pozwolenie od pełniącego obowiązki Dowódcy Bliskiego Wschodu, gen. Henry’ego Maitlanda Wilsona (Wavell był wówczas w Wielkiej Brytanii), na ewakuowanie sił z protektoratu. Garnizon wycofał się do Berbery i do godz. 14:00 18 sierpnia większość kontyngentu ewakuowano do Adenu, a dowództwo odpłynęło na pokładzie australijskiego krążownika HMAS „Hobart” rankiem 19 sierpnia; wieczorem tego dnia siły włoskie wkroczyły do Berbery. Brytyjczycy stracili w czasie inwazji 38 zabitych i 222 rannych; siły włoskie poniosły 2052 ofiary.

### Operacja Camilla
Po odwrocie do Adenu Brytyjczycy utworzyli Misję Wojskową nr 106 (Misję Hamiltona) w celu prowadzenia operacji sabotażowych i dywersyjnych w okupowanym Somali Brytyjskim. Były starszy oficer administracyjny protektoratu, Reginald Smith, odbył kilka tajnych podróży do kraju, aby zebrać informacje o sytuacji na miejscu. W Kairze gen. Wavell obmyślił operację Camilla, akcję dezinformacyjną obliczoną na wprowadzenie Włochów w błąd co do celu transferu wojsk alianckich do Sudanu. Operacja miała za zadanie przekonać Włochów, że te ruchy wojsk były częścią planu inwazji na Somali Brytyjskie w lutym 1941 roku, a następnie natarcia na Harar. Wavell napisał w sporządzonym dokumencie, że: 

Utrata Somali Brytyjskiego zawsze była ością niezgody pomiędzy moim rządem a mną. Dostałem reprymendę od rządu i prawie straciłem wtedy stanowisko [...] Mam rozkaz, aby odzyskać kolonię, gdy tylko będą dostępne odpowiednie do tego zasoby, a jeszcze bardziej mi samemu zależy na usunięciu tej plamy z mojej reputacji

Ów dokument, sugerujący, że operacja Canvas, czyli inwazja z Kenii na Somali Włoskie i Etiopię, była jedynie dywersją, został rozesłany do lokalnych dowódców w Afryce Wschodniej za pomocą środków, co do których Brytyjczycy oczekiwali, że Włosi przejmą wysłane w ten sposób meldunki: mapy i broszury na temat klimatu, geografii oraz populacji Somali Brytyjskiego krążyły wśród ludności cywilnej w Egipcie, a fałszywe informacje zostały podrzucone japońskiemu konsulowi w Port Saidzie, były także przesyłane wiadomościami radiowymi bez szyfrowania. W rzeczywistości to z Kenii miało zostać wyprowadzone główne uderzenie aliantów, które jednak wymagało ogromnych wysiłków w zakresie zaopatrzenia, a plan ponownego zajęcia Somali Brytyjskiego miał na celu jedynie otworzenie znacznie bliższej linii zaopatrzeniowej z Berbery do południowych sił inwazyjnych. Miejscowy port był prymitywny, lecz można było szybko wprowadzić w nim niezbędne ulepszenia. Książę Aosty, dowódca wojsk włoskich w Afryce Wschodniej, był już w lutym przekonany, że aliancka inwazja w celu odbicia kolonii jest nieuchronna.

## Preludium

### Plan
Brytyjczycy wykorzystali zasoby, które były dostępne dla brytyjskich sił zbrojnych w Adenie (pod dowództwem wicemarszałka lotnictwa Ranalda Reida), aby odzyskać Berberę i rozszerzyć przyczółek do rozmiarów wystarczających na gromadzenie zaopatrzenia dla 15 000 żołnierzy. Około 3000 żołnierzy Aden Striking Force, w tym z 1 batalionu 2 Pułku Pendżabskiego i 3 batalionu 15 Pułku Pendżabskiego Brytyjskiej Armii Indyjskiej, które walczyły w obronie kolonii podczas włoskiej inwazji, somalijskiego oddziału komandosów i kompanii 1401/1402 z Adenu, a także Auxiliary Military Pioneer Corps Group i pododdziały transportu samochodowego miały zostać przetransportowane na odległości 140 mil morskich z Zatoki Adeńskiej. Flota Indii Wschodnich złożona z okrętów Royal Navy i Royal Indian Navy, której zadaniem było dostarczenie na brzeg Force D (pod dowództwem kpt. Harolda Hicklinga), składała się z krążowników HMS „Glasgow” i „Caledon”, niszczycieli HMS „Kandahar” i „Kipling”, krążowników pomocniczych „Chakdina” i „Chantala”, indyjskich trawlerów „Netravati” i „Parvati” (por. H.M.S. Choudri), oraz transportowców piechoty SS „Beaconsfield” i „Tuna” oraz ML 109. Force D miała przeprowadzić podróż w dwóch częściach, z których pierwsza fala obejmowała okręty „Kandahar”, „Chantala”, „Chakdina”, „Parvati”, „Netravati” oraz statki towarowe „Beaconsfield” i „Tuna”, przewożące żołnierzy i holujące trzy holowniki oraz sześć lichtug. Druga fala Force D obejmowała „Glasgow”, „Caledon”, „Kingston” i ML 109, wszystkie transportujące żołnierzy.

### Przygotowania
Szkolenie sił inwazyjnych rozpoczęło się w styczniu, okręty zostały przystosowane do przewozu żołnierzy, dwie z lichtug, zaprojektowane przez oficera transportu morskiego w Adenie, komandora Vernona, miały służyć jako pływające pomosty wyposażone w rampy ułatwiające rozładunek pojazdów silnikowych, w tym samochodów opancerzonych. RAF wykonywał loty zwiadowcze, aby znaleźć odpowiednie miejsca do lądowania, odkryć ewentualne włoskie przygotowania obronne i znaleźć potencjalne lądowiska dla swoich samolotów. Przy wsparciu ogniowym krążowników i niszczycieli siły inwazyjne miały wylądować na plażach pomiędzy rafami na wschód i zachód od Berbery, stworzyć przyczółek, a następnie ponownie zająć cały protektorat. Uzyskane zdjęcia lotnicze nie były w pełni kompletne, a marynarka wojenna uważała, że holowanie statków z Adenu jest ryzykowne, ponieważ hole mogą pękać i opóźniać podróż. Przy słabej widoczności nie można było zagwarantować znalezienia Berbery, zaś zbliżenie się nocą do niezbadanego, wrogiego i ciemnego brzegu, a następnie szukanie luk w rafach wystarczająco szerokich, aby holować przez nie lichtugi, było ryzykowne. Znaczenie Berbery dla brytyjskiej ofensywy przeciwko Somali Włoskiemu i Etiopii było jednak tak duże, że ryzyko zostało zaakceptowane. Przez trzy noce przed lądowaniem RAF bombardował dużą włoską bazę w Dire Dawa w Etiopii.

### Rejs
14 marca o godz. 22:45 pierwszy eszelon opuścił Aden, ale już 10 mil morskich od brzegu hole zaczęły pękać, niektóre owijały się wokół śrub okrętowych. Aby dotrzymać harmonogramu, dokonano szybkiej zmiany planu; „Kandahar” zostawił holowniki i lichtugi do holowania przez „Beaconsfield” i „Tuna”, a okręty marynarki wojennej ruszyły naprzód, aby zgodnie z planem odbyć spotkanie z drugą częścią sił inwazyjnych w odległości 10 mil morskich na północ od latarni w Berberze o godz. 1:00 w nocy 16 marca. Tymczasem o 15:30 15 marca z Adenu został wysłany slup HMS „Shoreham” do pomocy „Beaconsfieldowi” i „Tunie”. Drugi eszelon wypłynął godzinę później i zebrał się zgodnie z planem. O 1:00 w nocy 16 marca „Glasgow”, „Caledon”, „Chantala”, „Chakdina”, „Netravati”, „Parvati” i ML 109 miały wysadzić na brzeg żołnierzy 1 batalionu 2 Pułku i 3 bat. 15 Pułku Pendżabskiego na głównej plaży desantowej, 3,7 km na zachód od latarni w Berberze, objętej ostrzałem artylerii okrętowej z „Glasgow”, wraz z „Kandaharem” i „Kingstonem”, które przewoziły (głównie somalijski) 200-osobowy Commando Force G (R), przeznaczony do lądowania na wschód od Berbery, osłaniany przez „Kandahar”. Okręty znajdowały się blisko wybrzeża poruszając się z prędkością 12 węzłów. „Shoreham”, „Beaconsfield” i „Tuna” z trzema holownikami oraz sześcioma lichtugami znajdowały się wówczas mniej więcej w połowie drogi pomiędzy Adenem a Berberą, poruszając się z prędkością 6 węzłów.

## Inwazja

### Lądowanie
O godz. 1:01 16 marca „Glasgow”, „Kandahar”, „Kingston” i ML 109 ruszyły do przodu z prędkością 20 węzłów w kierunku latarni w Berberze, by znaleźć luki w rafach prowadzące do plaż desantowych. „Caledon”, „Chantala”, „Chakdina”, „Netravati” i „Parvati” miały przypłynąć z zachodniej plaży o 2:30 rano i rzucić kotwicę w pobliżu „Glasgow”, który miał zapalone czerwone światło w kierunku morza. Podczas podejścia na ląd widać było światła pojazdów na drodze z Hargejsy, zmierzających do Berbery. O godz. 2:03 16 marca światło latarni w Berberze zostało dostrzeżone na kursie 186° w odległości 3 mil morskich. „Kandahar” i „Kingston” oddzieliły się od swoich sił i ruszyły na wschodnią plażę; „Glasgow” zatrzymał się i zwodował motorówkę oraz łódź, której komandor Vernon użył do znalezienia przerwy w rafie przy zachodniej plaży. Luka była trudna do znalezienia, dlatego nastąpiło 63-minutowe opóźnienie w lądowaniu pierwszych oddziałów. „Kandahar” i „Kingston” znalazły lukę w rafie przy wschodniej plaży o 3:00 nad ranem, chociaż fotografie zwiadowcze wykazały, że jest ona trudniejsza do znalezienia. Opóźnienie doprowadziło do obaw płk. Pollocka i kmdr. Hicklinga (dowódcy „Glasgow”), że lądowanie będzie musiało nastąpić w świetle dnia.
Lądowanie na wschodniej plaży, które miało nastąpić o 3:30, również jednak było opóźnione. O 3:26 rano somalijski rybak w kajaku dopłynął do „Glasgow”; powiedział, że Włosi nadal okupują miasto, ale niektórzy wyjechali ciężarówkami tej nocy; w pobliżu latarni w Berberze nadal byli Włosi. Somalijczyk został poproszony, jako znający miejscowy teren, aby znalazł lukę w rafach, lecz komandor Vernon odszukał ją pierwszy o 3:58 rano. O 4:13 nadano sygnał „Lądować za łodziami z «Glasgow»” (ang. „Land, follow Glasgow's boats”), a cztery minuty później „Glasgow” zaczął ostrzeliwać główną plażę z 4-calowych dział i 2-funtowych armat przeciwlotniczych. Cięższe działa prowadziły ogień według schematu, stosowanego przeciw włoskim kutrom torpedowym: połowa pocisków ustawiona była na wybuch przy uderzeniu w cel, a druga połowa na eksplozję ok. 15 m nad celem. Ostrzał trwał do 4:20, gdy „Kingston” otrzymał rozkaz rozpoczęcia desantowania oddziałów na wschodniej plaży. „Kandahar” ostrzeliwał plażę pomiędzy godziną 4:25, a 4:35. Holowniki przemieszczały się przez przerwy na wschodnie i zachodnie plaże; meldunki o sukcesie lądowania nadeszły z plaży zachodniej o 4:48, a z plaży wschodniej o 5:26. Podczas desantu pomiędzy holownikami i statkami na morzu sporadycznie eksplodowały pociski, przypuszczalnie ogień pochodził z od czterech do sześciu 4-calowych dział, obecny był także nieskuteczny ostrzał z karabinów maszynowych; 6-calowe, 4-calowe działa oraz 2-funtowe armaty z brytyjskich okrętów szybko uciszyły zaobserwowaną włoską artylerię. „Glasgow” ostrzeliwał głównie okopy w pobliżu latarni w Berberze i na zachód od lotniska, „Kandahar” skoncentrował się na zmiękczeniu obrony na wschód od miasta.

### Berbera

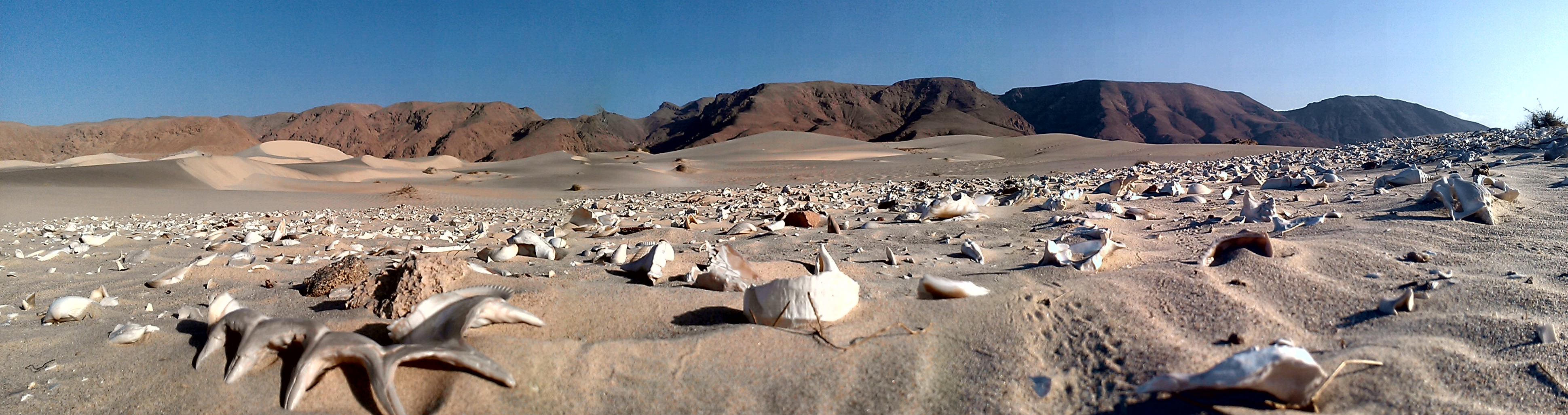
Krajobraz okolic Berbery (2012)

Przewidując brytyjskie lądowanie, już dwa dni wcześniej książę Aosty, wicekról Włoskiej Afryki Wschodniej, zgodził się na ewakuację sił z protektoratu. 14 marca garnizon włoski rozpoczął odwrót, a 17 Brygada Kolonialna rozpoczęła odmarsz w stronę Dire Dawy. 70 Brygada Kolonialna pozostała na  miejscu, z wyjątkiem jej dowódcy, gen. bryg. Arturo Bertello, który odjechał przez Dire Dawę tuż przed jej zdobyciem. Kiedy rozpoczął się ostrzał z morza, około 1500 żołnierzy somalijskich na włoskiej służbie oraz ich włoskich oficerów i podoficerów wycofało się z Berbery w kierunku Hargejsy. Pierwsza fala sił uderzeniowych, składająca się z oddziałów 15 Pułku Pendżabskiego, była prowadzona przez „Parvati”, który ciągnął holownik i barkę desantową. Wokół „Parvati” spadły trzy 4-calowe pociski, lecz lądowanie odbyło się bez strat w obliczu niewielkiego oporu. Następnie wylądował 2 Pułk Pendżabski i ruszył przez pozycje 15 Pułku Pendżabskiego w kierunku miasta, podczas gdy część 15 Pułku Pendżabskiego wymaszerowała w głąb lądu, aby przeciąć drogę wzdłuż wybrzeża. Wszystkie zaangażowane w operację oddziały dotarły na brzeg przed świtem. Na lądzie napotkano niewielki opór i 16 marca o godz. 9:20 Berbera została zdobyta. Wojska brytyjskie i indyjskie poniosły tylko kilka ofiar, a wzięły ponad 100 jeńców. Z powodu pomyłki, nieuzbrojeni żołnierze Auxiliary Military Pioneer Corps Group otrzymali rozkaz ataku z Pendżabczykami, a i ich dowódca, kpt. S.J.H. Harrison napisał później: 

Słońce właśnie podnosiło się na wschodnim niebie, [kiedy] trafiliśmy pod ostrzał karabinów [...] Wtedy ku naszemu całkowitemu zdumieniu zobaczyliśmy Włochów wyskakujących z okopów i pędzących w kierunku pojazdów transportowych [...] pojazdy ruszyły i cała kolumna wroga w wielkiej chmurze żółtawoszarego pyłu [odjechała] na południe [...] do Hargejsy....

Oddziały lądujące na wschód od Berbery napotkały opór sześćdziesięciu żołnierzy włoskiego garnizonu, ale oddział aliancki stracił tylko jednego zabitego, somalijskiego żołnierza i rannego, brytyjskiego oficera. Do Londynu nadano meldunek, że „brytyjska flaga znowu powiewa nad Berberą”, choć siły desantowe zapomniały ją ze sobą zabrać i żołnierze musieli ją pożyczyć od miejscowego Somalijczyka. Myśliwce RAF-u zapewniły stałe patrole w dniu inwazji i przez następne cztery dni.
Drugi eszelon okrętów przybył do czasu, gdy Berbera upadła, a holowniki sprawdziły port pod kątem obecności min. O 14:00 Force D rozpoczęła wyładunek; specjalny pomost dla samochodów składający się z dwóch zmodyfikowanych lichtug został zamontowany na mierzei, a pojazdy wyładowane z pokładu „Beaconsfield” do godz. 18:00. Siły desantowe były dobrze umocowane na przyczółku z odpowiednimi zapasami i racjami żywnościowymi oraz dostępnymi, lokalnymi źródłami wody. Zwiad powietrzny donosił, że terytorium lądowe Somali Brytyjskiego zostało opuszczone przez wroga (ochrona morska przyczółka zakończyła się 18 marca, kiedy odpłynął „Glasgow”; osłonę powietrzną utrzymano do 20 marca). Pirsy zostały uszkodzone, ale można je było naprawić przy użyciu dostępnych na miejscu materiałów; natomiast zniszczenia w elektrowni i chłodni wymagały pomocy z Adenu, aby je uruchomić. Instalacja wodna miała zostać zaminowana przez Etiopczyków, ale zapobiegł temu ich dowódca. Lotnisko zostało zaminowane, o czym poinformowano RAF. Siły desantowe wysłały 43 włoskich jeńców wojennych do Adenu na pokładzie „Parvati” w dniu lądowania, tak jak niepotrzebny statek szpitalny „Karapara”. Około godz. 5:33 17 marca alianci usłyszeli jakieś samoloty i otworzyli do nich ogień z broni przeciwlotniczej; w ciągu dnia nie widziano żadnych innych włoskich samolotów.
11 marca 1 Południowoafrykańska i 22 Wschodnioafrykańska Grupy Brygadowe zostały przekazane pod dowództwo 11 Dywizji Afrykańskiej, dołączając do 3 Nigeryjskiej Grupy Brygadowej. Dywizja maszerowała z Barawy, na południe od Mogadiszu w Somali Włoskim. 25 lutego jednostka opuściła Mogadiszu, a 17 marca patrole 3 Nigeryjskiej Grupy Brygadowej dotarły do Dżidżigi, odcinając drogę do Hararu, włoskiej linii odwrotu z protektoratu. 19 marca bryg. Buchanan i oficer sztabowy przybyli samolotem do Berbery, aby objąć dowództwo nad Bucforce, jak tymczasowo nazwano południowoafrykańską 2 Brygadę Piechoty, z której większość wypłynęła z Mombasy 16 marca i miała dotrzeć na miejsce 22 marca. 20 marca oddział wojsk nigeryjskich dotarł do Tug Wajale, skąd dwa samochody pancerne dotarły do Berbery drogą z Hargejsy i dołączyły do Aden Striking Force. Włoska 70 Brygada Kolonialna stała się jedną z pierwszych jednostek włoskich sił kolonialnych w Afryce Wschodniej, których żołnierze zaczęli masowo dezerterować. Kiedy Bertello został schwytany w zachodniej Abisynii, twierdził, że jego brygada „rozpłynęła się”. 21 marca gen. por. Alan Cunningham, dowódca sił wschodnioafrykańskich, złożył zwycięskim żołnierzom gratulacje i przekazał ustalenia dotyczące rozbudowy obiektów portowych oraz ogłosił przywrócenie brytyjskiej administracji wojskowej w Somali Brytyjskim.

## Następstwa

### Analiza
Okupacja włoska w Somali Brytyjskim trwała zaledwie siedem miesięcy. W I tomie oficjalnej historii II wojny światowej z 1954 roku Ian Playfair napisał, że port został szybko przygotowany do użytku, pomimo braku lichtug, żurawi i oświetlenia elektrycznego, panujących upałów i przerw wymuszonych przez gorący wiatr zwany Kharif, przynoszący piasek i wzburzający morze. W ciągu tygodnia od rozpoczęcia operacji 11 Dywizja Afrykańska otrzymywała już zaopatrzenie przez Berberę, skracając o 805 km swoje linie zaopatrzeniowe. W 2016 roku Andrew Stewart w książce The First Victory… napisał, że Brytyjczycy zawdzięczali sukces operacji Appearance starannemu przygotowaniu i treningowi. Zasugerował, że użycie statków jako pływających pomostów mogło wpłynąć na decyzję o konstrukcji portów Mulberry podczas lądowania w Normandii.

### Późniejsze wydarzenia
Po ucieczce garnizonu włoskiego alianci zbudowali w Somali Brytyjskim obóz jeniecki, który ostatecznie mógł mieścić nawet 5000 ludzi, aby zgromadzić wszystkich włoskich jeńców wziętych do niewoli w tym regionie [24]. Dwa bataliony południowoafrykańskiej 2 Brygady Piechoty przybyły drogą morską z Kenii, trzeci batalion przybył dwa tygodnie później, po marszu drogowym wraz ze środkami transportu brygady. 8 kwietnia bryg. Arthur Chater, były dowódca Somalijskiego Korpusu Wielbłądziego, został mianowany gubernatorem wojskowym. Włosi opuścili Zeilę 18 marca, a emerytowany inspektor somalijskiej policji wyciągnął ukrytą, brytyjską flagę, podniósł ją na maszt i zaczął zbierać porzuconą w okolicy włoską broń oraz sprzęt. 23 marca ewakuowany w sierpniu oficer policji Somalilandu wylądował na brzegu i rozpoczął odtwarzanie struktur lokalnej policji. 80% byłych członków Somalijskiego Korpusu Wielbłądziego, rozwiązanego po brytyjskiej ewakuacji, dotarło do Berbery, zanim Brytyjczycy wrócili do kwatery głównej Korpusu w Burao 18 kwietnia. 4 maja jedna z jego kompanii rozpoczęła ściganie rabunkowej wyprawy z Mijjertein, a reszta jednostki prowadziła działania rozbrojeniowe za pomocą zebranej włoskiej broni i sprzętu.
Wiele budynków w Berberze zostało uszkodzonych, gmachy rządowe zburzone, a cywilne sieci telegraficzne i telefoniczne przestały działać. Jednostki sygnalizacyjne armii musiały przesyłać wiadomości administracji cywilnej do czasu przywrócenia infrastruktury. Gospodarka protektoratu bardzo ucierpiała w wyniku wojny, handel wewnętrzny został wstrzymany, nie było regularnych połączeń morskich z Adenem, dostępne były tylko dhow. W Somali Brytyjskim było ogólnie mało żywności, a ludność cywilną ocaliło tylko to, że od 1939 roku pogłowie bydła powiększyło się i niewiele ucierpiało na skutek włoskich działań. Upadek Addis Abeby przywrócił zaufanie, wznowiono handel wewnętrzny, a jesienią ożywił się także eksport. Gdy Berbera zastąpiła Mogadiszu w roli entrepôt, popyt na siłę roboczą wzrósł; wypłata wynagrodzeń (często w formie żywności) działała jako bodziec ekonomiczny, a lokalni przedsiębiorcy natychmiast zaczęli korzystać z ruchu morskiego do i z Berbery. Powrót do normalnych warunków nie nastąpił jednak w Zeili i Boramie, w pobliżu granicy z Somali Francuskim, ze względu na konieczność blokady wciąż rządzącego tam reżimu Vichy.